# Eccremidium minutum
Eccremidium minutum là một loài rêu trong họ Ditrichaceae. Loài này được Mitt. Steere & G.A.M. Scott mô tả khoa học đầu tiên năm 1973.